# Bastion Hessen detachiert

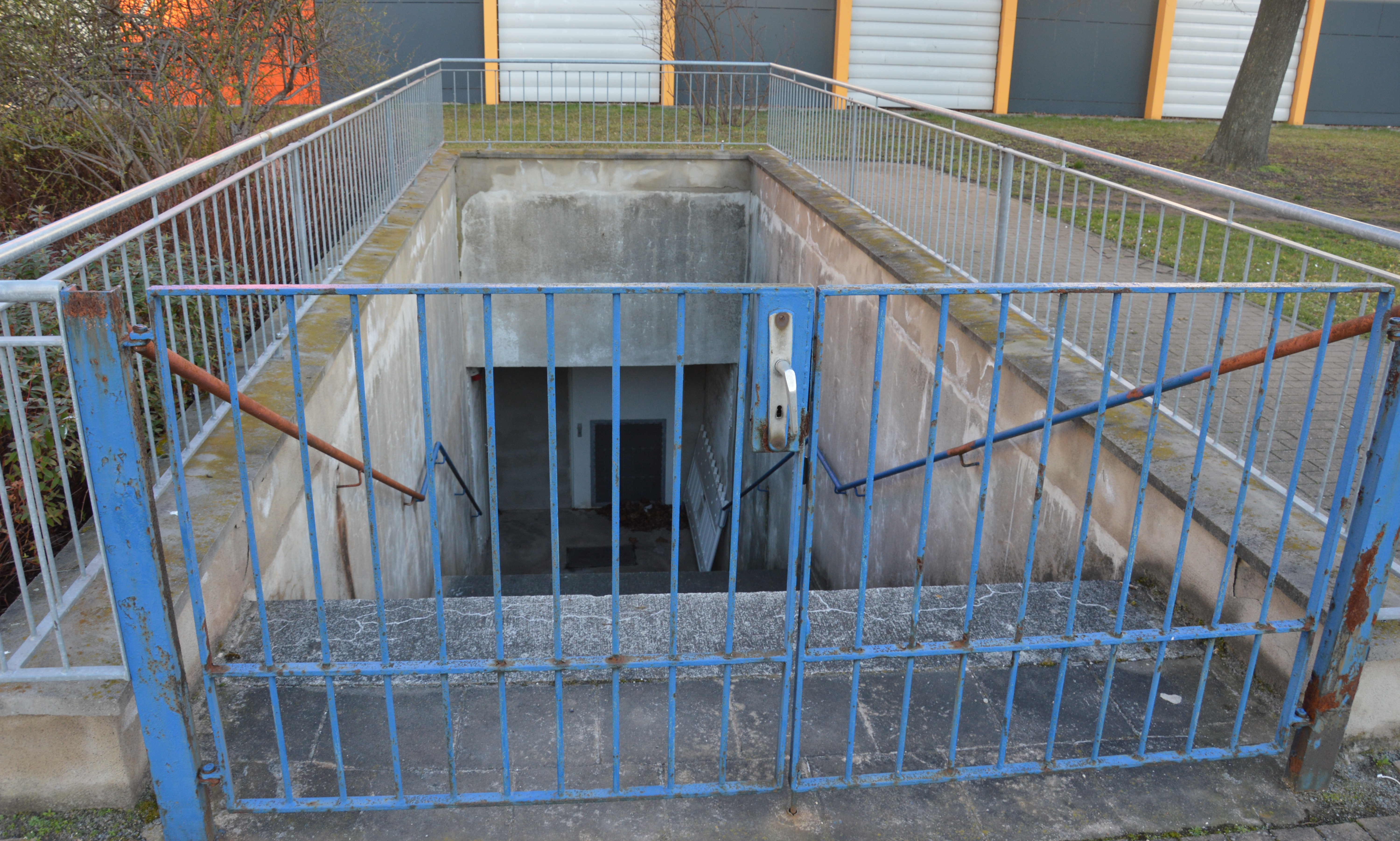
Zugang zu den Kasematten der Bastion

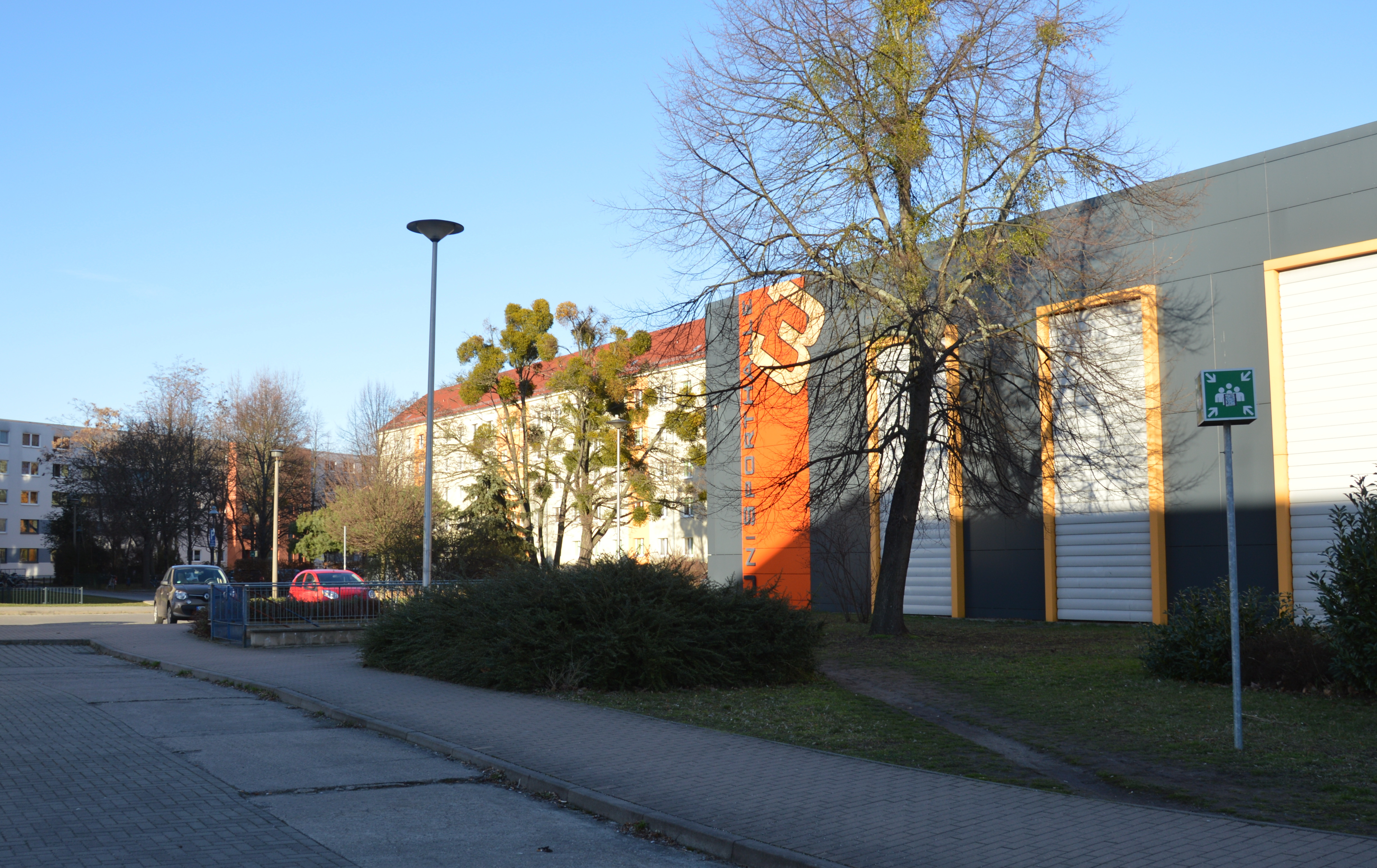
Fläche oberhalb der Kasematten

Die Bastion Hessen detachiert ist eine ehemalige, in geringen Resten erhaltene Bastion der Festung Magdeburg in Magdeburg in Sachsen-Anhalt. Die verbliebenen Teile der Bastion stehen unter Denkmalschutz.

## Lage
Sie befindet sich auf der Ostseite der Hohepfortestraße im südlichen Teil des Magdeburger Stadtteils Alte Neustadt. Das Gelände der Bastion gehört heute zum Gelände der Otto-von-Guericke-Universität Magdeburg. Die verbliebenen Reste befinden sich unterirdisch, unterhalb einer Grünfläche und der Straße, unmittelbar westlich der Universitätssporthalle 3. Hier befindet sich auch der Zugang zur erhaltenen Anlage.

## Architektur und Geschichte
Die Bastion Hessen detachiert entstand in der Zeit zwischen 1717 und 1740 und gehörte zum äußeren Teil der nördlichen Front des Festungsgürtels. Stadtseitig war sie der Mark Kontergarde vorgelagert. Westlich wurde sie vom Ravelin Schweden, östlich vom Brunnenwerk flankiert. Feldseitig lag vor ihr bis zum Abriss der Alten Neustadt die Bebauung dieser Stadt, mit deren Breitem Weg, Rathaus und der damalige Sankt-Nicolai-Kirche.
Die Bastion ist nicht mit der ehemals weiter westlich gelegenen Bastion Hessen zu verwechseln. Der Zusatz detachiert verweist auf die Funktion als ein vorgeschobenes Werk. Der Name Hessen verwies auf freundschaftliche Beziehungen der Mark Brandenburg Anfang des 18. Jahrhunderts.
Erhalten blieben Gewölbe der linken Face der Bastion. Die Kasematten entstanden vermutlich in den 1860er Jahren.
Im örtlichen Denkmalverzeichnis ist die Bastion unter der Erfassungsnummer 094 18233 als Baudenkmal verzeichnet.
Anhand der Entfernung zur Kaserne Mark ist noch heute die Tiefe der ursprünglichen Staffelung der Festungsanlage ersichtlich.